# Molophilus priapus
Molophilus priapus là một loài ruồi trong họ Limoniidae. Chúng phân bố ở miền Cổ bắc.